# Lake Lois
Der Lake Lois ist ein See im Southland District der Region Southland auf der Südinsel von Neuseeland.

## Geographie
Der Lake Lois befindet zwischen dem West Arm des Lake Manapouri im Norden und der Turret Range im Süden. Der See erstreckt sich über eine Länge von rund 1,6 km parallel zum West Arm in Westsüdwest-Ostnordost-Richtung und misst an seiner breitesten Stelle rund 630 m in Nordnordwest-Südsüdost-Richtung. Mit einer Flächenausdehnung von rund 60,9 Hektar kommt der See auf einen Seeumfang von rund 3,96 km.
Gespeist wird der Lake Lois durch verschiedene kleinere Bäche. Über einen direkten Abfluss verfügt der See nicht.